# Stenhomalus figuratus
Stenhomalus figuratus là một loài bọ cánh cứng trong họ Cerambycidae.